# Willem van Anhalt-Harzgerode
Willem Lodewijk van Anhalt-Harzgerode (Harzgerode, 18 augustus 1643 – aldaar, 14 oktober 1709) was van 1670 tot aan zijn dood vorst van Anhalt-Harzgerode. Hij behoorde tot het huis Ascaniërs.

## Levensloop
Willem was de oudste zoon van vorst Frederik van Anhalt-Harzgerode en diens eerste echtgenote Johanna Elisabeth van Nassau-Hadamar, dochter van vorst Johan Lodewijk van Nassau-Hadamar. 
Van 1650 tot 1657 verbleef hij aan het hof van vorst Johan Casimir van Anhalt-Dessau. Na zijn opleiding maakte hij van 1660 tot 1668 een grand tour door de Republiek der Zeven Verenigde Nederlanden, Frankrijk, Engeland, Spanje, Italië en Sicilië. Na zijn terugkeer begon hij aan een militaire loopbaan en in 1670 ging hij in dienst bij keurvorst Frederik Willem van Brandenburg. 
Enkele maanden later erfde hij na het overlijden van zijn vader het vorstendom Anhalt-Harzgerode. In 1682 stichtte hij het voorwerk van Wilhelmshof, die hij als jachtslot en zomerresidentie liet inrichten. In 1688 legde hij in Harzgerode de voorstad Neustadt, die daarna hernoemd werd naar Wilhelmstadt en vervolgens naar Augustenstadt. 
Nadat hij een mislukte poging had gedaan om aan bergbouw te beginnen, richtte hij in 1693 in Selketal een zilvermijn op. In 1695 richtte Willem in Harzgerode een nieuwe munthuis op dat uit het gewonnen zilver nieuwe munten moest slaan. Ook liet hij in Harzgerode de voorstad Bergstadt oprichten. Er ontstond een bloeiende berg- en mijnbouw die een enorme bevolkingsstijging tot gevolg had. Nadat echter bleek dat bergbouwondernemingen op bedrog gebaseerd waren, ontstond er grote armoede in de regio en in 1699 was Willem gedwongen om een armenkas te organiseren. Van 1696 tot 1698 liet hij eveneens de kerk van Harzgerode ombouwen en aanzienlijk vergroten.
In oktober 1709 stierf hij op 66-jarige leeftijd. Omdat Willem geen nakomelingen had, ging Anhalt-Harzgerode naar zijn neef, vorst Victor I Amadeus van Anhalt-Bernburg. Hij werd bijgezet in de crypte van de kerk van Harzgerode.

## Huwelijken
Op 25 juli 1671 huwde Willem met Elisabeth Albertina (1631-1693), dochter van graaf Albrecht Otto II van Solms-Laubach. Het huwelijk bleef kinderloos.
Op 20 oktober 1695 huwde hij met zijn tweede echtgenote Sophia Augusta (1666-1733), dochter van vorst Hendrik van Nassau-Dillenburg. Ook dit huwelijk bleef kinderloos.